# Tycherus nigrifemoratus
Tycherus nigrifemoratus là một loài tò vò trong họ Ichneumonidae.